# Älmhults kommun
Älmhults kommun är en kommun i Kronobergs län. Centralort är Älmhult.
Möckeln är den största sjön i kommunen. Traditionellt har sten- och träindustrin varit basnäringar, men senare har Ikea-koncernen vuxit fram och är numer den största enskilda arbetsgivaren.
Sedan 1970-talet har befolkningsutvecklingen varit tämligen stabil och legat mellan 15 000 och 16 000 invånare. Kommunen har ofta haft ett borgerligt styre. Sedan 2022 styr dock en blocköverskridande koalition bestående av Centerpartiet och Socialdemokraterna.

## Administrativ historik
Kommunens område motsvarar socknarna Göteryd, Hallaryd, Härlunda, Pjätteryd, Stenbrohult och Virestad. I dessa socknar bildades vid kommunreformen 1862 landskommuner med motsvarande namn.
Älmhults municipalsamhälle inrättades i Stenbrohults landskommun den 6 februari 1885 och upplöstes 1901 när Älmhults köping bildades genom en utbrytning ur landskommunen. Köpingskommunen utökades 1928 med områden ur landskommunen och Pjätteryds landskommun.
Vid kommunreformen 1952 bildades ett antal storkommuner i området: Almundsryd (av de tidigare kommunerna Almundsryd och Härlunda), Göteryd (av Göteryd,  Hallaryd och Pjätteryd), Stenbrohult (oförändrad) och Virestad (oförändrad). Älmhults köping förblev samtidigt opåverkad.
1958 ombildades Almundsryds landskommun, som en av landets sista, till Almundsryds köping som sedan 1967 bytte namn till Ryds köping.
Älmhults kommun bildades vid kommunreformen 1971 av Älmhults köping, landskommunerna Göteryd, Stenbrohult och Virestad samt en del ur Ryds köping (Härlunda församling). 
Kommunen ingick från bildandet till 12 september 2005 i Ljungby domsaga och ingår sen dess i Växjö domsaga.

## Geografi
Älmhults natur växlar från en unikt kuperad del med flyttblock i sydöst till ett frodigt landskap med en berggrund av diabas i norr.

### Topografi och hydrografi
Älmhults kommun är en platt och sjörik skogskommun med en berggrund huvudsakligen bestående av gnejs och gnejsgranit, med inslag av diabas. Den relativt plana berggrundsytan är mestadels täckt av näringsfattig morän. Många myrar finns spridda över landskapet, exempelvis Vakö myr sydöst om centralorten.
Isälvsavlagringar i form av rullstensåsar sträcker sig genom kommunen, särskilt tydliga söder om sjöarna Möckeln och Femlingen. Möckeln, kommunens största sjö, är en oreglerad och näringsfattig sjö av stor betydelse för friluftslivet.
Odlingslandskapet är koncentrerat främst kring Garanshultasjön och Virestadsjön, medan resten av kommunen dominerats av skog och sjöar, vilket ger goda förutsättningar för naturupplevelser och friluftsliv.
Nedan presenteras andelen av den totala ytan 2020 i kommunen jämfört med riket.
|  | Bebyggelse (5,0 %) |

|  | Skog (80,3 %) |

|  | Öppen myrmark (4,8 %) |

|  | Jordbruksmark (6,7 %) |

|  | Övrig mark (3,3 %) |

|  | Bebyggelse (3,1 %) |

|  | Skog (68,0 %) |

|  | Öppen myrmark (7,2 %) |

|  | Jordbruksmark (7,4 %) |

|  | Övrig mark (14,3 %) |

### Naturskydd
Samtlig skog som hör till Älmhults kommun är certifierade enligt Forest Stewardship Council (FSC) och det finns 11 naturreservat i kommunen.

### Administrativ indelning
Fram till 2016 var kommunen för befolkningsrapportering indelad i sju församlingar – Göteryd, Hallaryd, Härlunda, Pjätteryd, Stenbrohult, Virestad och Älmhult.

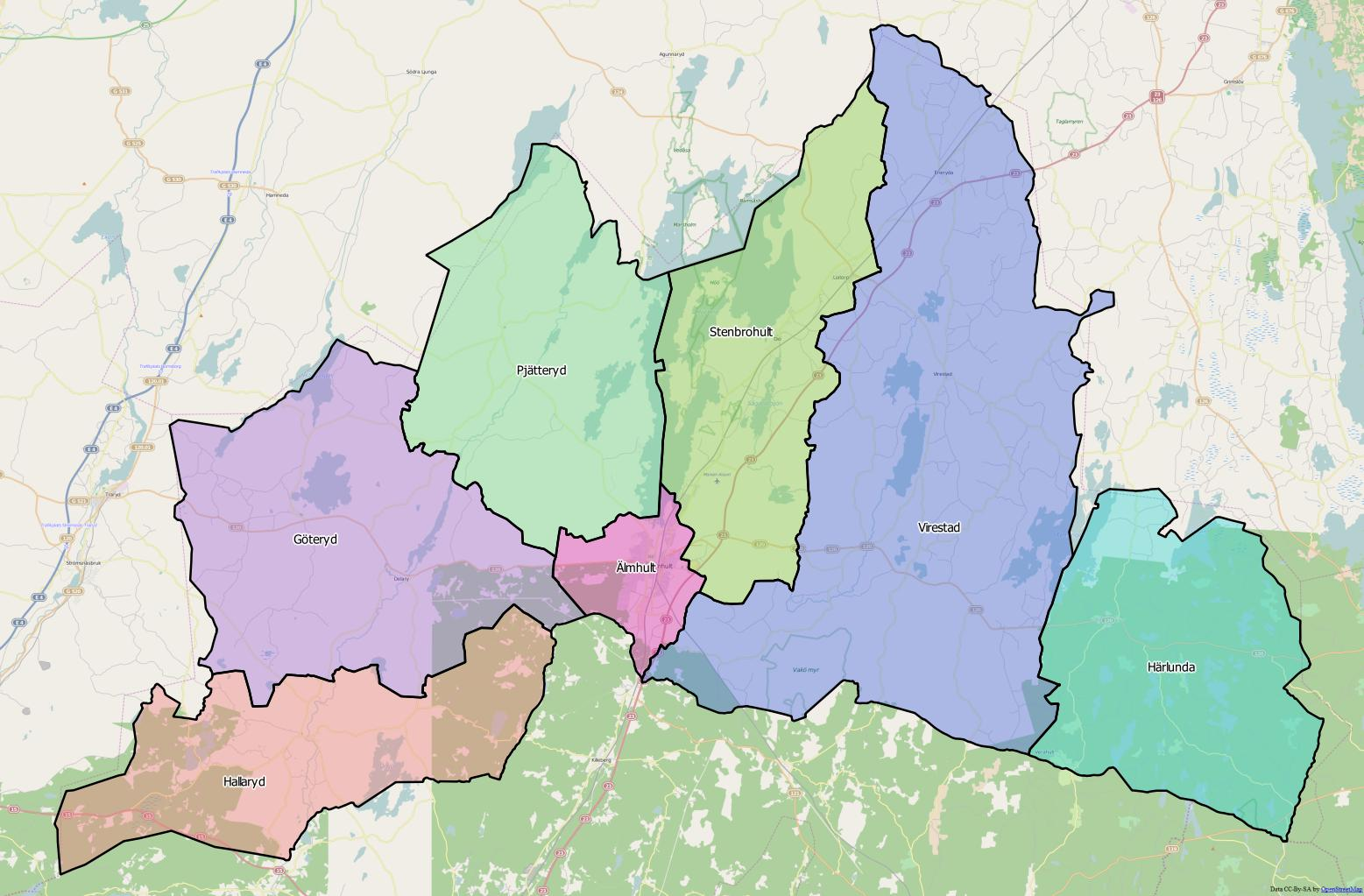
Distrikt inom Älmhults kommun

Från 2016 indelas kommunen istället i sju distrikt – Göteryd, Hallaryd, Härlunda, Pjätteryd, Stenbrohult, Virestad och Älmhult.
År 2015 fanns fortfarande samma församlingar som i årsskiftet 1999/2000, vilket distriktsindelningen är baserad på.

### Tätorter
Det finns fem tätorter i Älmhults kommun.
| Nr | Tätort  | Befolkning (2020-12-31) |
| -- | ------- | ----------------------- |
| 1  | Älmhult | 11 003                  |
| 2  | Diö     | 932                     |
| 3  | Liatorp | 540                     |
| 4  | Eneryda | 330                     |
| 5  | Delary  | 210                     |

Centralorten är i fet stil.

## Styre och politik

### Styre
Efter valet 2014 skedde ett skifte bland de styrande när Alliansen efter åtta år lämnade över till en koalition bestående av Socialdemokraterna, Miljöpartiet och Vänsterpartiet.
Efter valet 2018 återgick styret av kommunen till Alliansen. Men Liberalerna valde i oktober 2020 att lämna samarbetet efter att de styrande partierna inte kunde enas om hur underskottet i socialnämnden skulle lösas. Sedan oktober 2020 styrs därför kommunen av en minoritetskoalition bestående av Centerpartiet, Kristdemokraterna och Moderaterna.
Under mandatperioden 2022–2026 har kommunen ett blocköverskridande majoritetsstyre som utgörs av Centerpartiet och Socialdemokraterna.

### Kommunfullmäktige

#### Presidium
| Presidium 2022–2026    | Presidium 2022–2026 | Presidium 2022–2026 |
| ---------------------- | ------------------- | ------------------- |
| Ordförande             | C                   | Marie Olofsson      |
| Förste vice ordförande | S                   | Thomas Johansson    |
| Andre vice ordförande  | M                   | Morgan Svensson     |

#### Mandatfördelning 1970–2022
|  | 21 | 14 | 5 |  | 7 |

| 46 |

|  | 19 | 6 | 13 | 2 |  | 7 |

| 46 |

|  | 19 | 5 | 14 | 2 |  | 7 |

| 38 | 11 |

| 2 | 20 | 14 | 3 |  | 9 |

| 36 | 13 |

| 2 | 21 | 12 | 2 | 2 | 10 |

| 33 | 16 |

| 2 | 19 |  | 12 | 4 |  | 10 |

| 38 | 11 |

| 2 | 19 | 3 | 12 | 3 | 2 | 8 |

| 37 | 12 |

|  | 18 |  | 13 | 3 | 3 | 10 |

| 35 | 14 |

| 2 | 21 | 2 | 11 | 2 | 2 | 9 |

| 29 | 20 |

| 3 | 18 |  |  | 11 | 2 | 4 | 9 |

| 31 | 18 |

| 2 | 21 |  | 8 | 4 | 4 | 9 |

| 28 | 21 |

|  | 15 |  |  | 9 | 3 | 3 | 8 |

| 21 | 20 |

|  | 15 | 2 | 2 | 9 |  | 2 | 9 |

| 26 | 15 |

| 2 | 15 | 2 | 4 | 8 |  | 2 | 7 |

| 24 | 17 |

| 2 | 12 |  | 5 | 9 | 2 | 2 | 8 |

| 25 | 16 |

| 2 | 15 |  | 6 | 6 | 2 | 9 |

| 22 | 19 |

### Nämnder

#### Kommunstyrelse
| Presidium 2022–2026    | Presidium 2022–2026 | Presidium 2022–2026 |
| ---------------------- | ------------------- | ------------------- |
| Ordförande             | S                   | Eva Ballovarre      |
| Förste vice ordförande | C                   | Gusten Mårtensson   |
| Andre vice ordförande  | M                   | Jakob Willborg      |

#### Lista över kommunstyrelsens ordförande
| Namn | Namn              | Från            | Till             | Politisk tillhörighet |
| ---- | ----------------- | --------------- | ---------------- | --------------------- |
|      | Eva Ballovarre    | 1 april 2017    | 31 december 2018 | Socialdemokraterna    |
|      | Elisabeth Peltola | 1 januari 2019  | 31 oktober 2021  | Centerpartiet         |
|      | Gusten Mårtensson | 1 november 2021 | 31 december 2022 | Centerpartiet         |
|      | Eva Ballovarre    | 1 januari 2023  |                  | Socialdemokraterna    |

#### Övriga nämnder
| Nämnder 2022–2026          | Ordförande | Ordförande        | Förste vice ordförande | Förste vice ordförande     | Andre vice ordförande | Andre vice ordförande |
| -------------------------- | ---------- | ----------------- | ---------------------- | -------------------------- | --------------------- | --------------------- |
| Kultur- och fritidsnämnden | S          | Anton Härder      | C                      | Jessica Wihlborg           | M                     | Olof Fritzén          |
| Miljö- och byggnämnden     | C          | Claes Lindahl     | S                      | Kristina Spjut Sahlberg    | M                     | Dan Blixt             |
| Socialnämnden              | S          | Lars Ingvert      | C                      | Nusreta Kurtanovic-Nilsson | M                     | Marie Rosenqvist      |
| Tekniska nämnden           | C          | Elizabeth Peltola | S                      | Helen Bengtsson            | M                     | Tomas Simonsson       |
| Utbildningsnämnden         | S          | Stefan Jönsson    | C                      | Thomas Harrysson           | M                     | Morgan Svensson       |
| Valnämnden                 | C          | Anita Håkansson   | M                      | Kenneth Emilsson           |                       |                       |

## Ekonomi och infrastruktur

### Näringsliv
Sten- och träindustrin har sedan slutet av 1800-talet varit kommunens basnäringar och senare har framförallt trä- och träförädlingsindustrin blivit mycket betydelsefull. Andra industrier och tjänstenäringar har vuxit fram och kompletterar basnäringarna, totalt står tillverkningsindustrin för cirka 13 procent av sysselsättningen. IKEA-koncernen är det största företaget i kommunen men det finns också sågverk och andra möbelföretag.

### Infrastruktur

#### Transporter
Kommunen genomkorsas av riksväg 23 samt av länsvägarna 119, 120 och 124. Kommunen genomkorsas även av  järnvägen Stockholm–Malmö.

#### Utbildning
I Älmhults kommun fanns 13 grundskolor, enligt uppgifter från 2022, varav ett fåtal fristående. I kommunen finns en gymnasieskola, Haganässkolan. Där finns högskoleförberedande och yrkesprogram, introduktionsprogram, IB-program, SFI, vuxenutbildningar och gymnasiesärskola.

## Befolkning

### Demografi

#### Befolkningsutveckling
Kommunen har 17 653 invånare (31 december 2024), vilket placerar den på 134:e plats avseende folkmängd bland Sveriges kommuner.
| Befolkningsutvecklingen i Älmhults kommun 1970–2020 | Befolkningsutvecklingen i Älmhults kommun 1970–2020 | Befolkningsutvecklingen i Älmhults kommun 1970–2020 | Befolkningsutvecklingen i Älmhults kommun 1970–2020 | Befolkningsutvecklingen i Älmhults kommun 1970–2020 |
| --------------------------------------------------- | --------------------------------------------------- | --------------------------------------------------- | --------------------------------------------------- | --------------------------------------------------- |
|                                                     |                                                     |                                                     |                                                     |                                                     |
| År                                                  |                                                     |                                                     | Folkmängd                                           |                                                     |
| 1970                                                | 1970                                                |                                                     | 15 283                                              |                                                     |
| 1975                                                | 1975                                                |                                                     | 15 250                                              |                                                     |
| 1980                                                | 1980                                                |                                                     | 15 562                                              |                                                     |
| 1985                                                | 1985                                                |                                                     | 15 720                                              |                                                     |
| 1990                                                | 1990                                                |                                                     | 15 945                                              |                                                     |
| 1995                                                | 1995                                                |                                                     | 15 971                                              |                                                     |
| 2000                                                | 2000                                                |                                                     | 15 403                                              |                                                     |
| 2005                                                | 2005                                                |                                                     | 15 346                                              |                                                     |
| 2010                                                | 2010                                                |                                                     | 15 603                                              |                                                     |
| 2015                                                | 2015                                                |                                                     | 16 168                                              |                                                     |
| 2020                                                | 2020                                                |                                                     | 17 884                                              |                                                     |

## Kultur

### Kulturarv
År 2022 fanns 811 fornminnen som kategoriserades som Övrig kulturhistorisk lämning, däribland flera områden med skogsbrukslämningar. Det fanns samtidigt 1681 fornminnen i kategorin fornlämning, däribland ett större antal blästbrukslämningar.
Bland byggnadsminnen återfinns exempelvis Emanuelskapellet i Delary, ett tidigare metodistkapell som invigde 1895.

### Kommunvapen
Blasonering: Sköld delad av guld, vari två gröna almblad, och av grönt, vari en linnéaranka av guld.
Vapnet komponerades 1945 för Älmhults köping av tusenkonstnären Malte Sundgren i Älmhult. Almbladen syftar på ortnamnet och linnéan på Linnés födelsesocken Stenbrohult ur vilken köpingen brutits ut. Vid kommunbildningen återförenades Stenbrohults landskommun och köpingen varför linnéan ännu bättre passar i kommunens vapen. Det registrerades hos PRV 1976.
Den nya vapenuppritning som kommunen använt sedan införandet av en "grafisk profil" 2010, och som skiljer sig från den tidigare (och som Wikipedia använder), förändrar inte faktum att vapnet (vapenbeskrivningen) är oförändrat. Linnean har blivit tydligare, rent botaniskt sett, men det övre fältets omotiverade kontur är så bred att den kan missuppfattas som en (alltför smal) bård, i synnerhet som att den är grön.